# سرزمین عجایب مینیاتوری
مینیاتور واندرلند به آلمانی (Miniatur-Wunderland) که یک الگو بزرگ سامانه راه آهنی است نمونه مینیاتوری (ماکت) راه آهن است که طول مارپیچی ریلی آن ۱۲ کیلومتر می‌باشد. این سامانه از میان شهرها، مزارع و حتی قله‌های برفی آلپ عبور می‌کند. مینیاتور واندرلند که در شهر هامبورگ قرار دارد، به سرعت به یک قطب بزرگ جذب گردشگر در آلمان در آمده‌است. برادران دو قلو با نام فردریک بران و گریت بران مدل ریلی و خط آهنی خود را تبدیل به یک موزه خصوصی و پر منفعت با نام مینیاتور واندرلند کرده‌اند. این خطوط ریلی از سال ۲۰۰۱ (میلادی) در حال توسعه می‌باشد و در سال ۲۰۱۰ (میلادی) یک میلیون نفر از این مدل بازدید کرده‌اند.

## نگارخانه

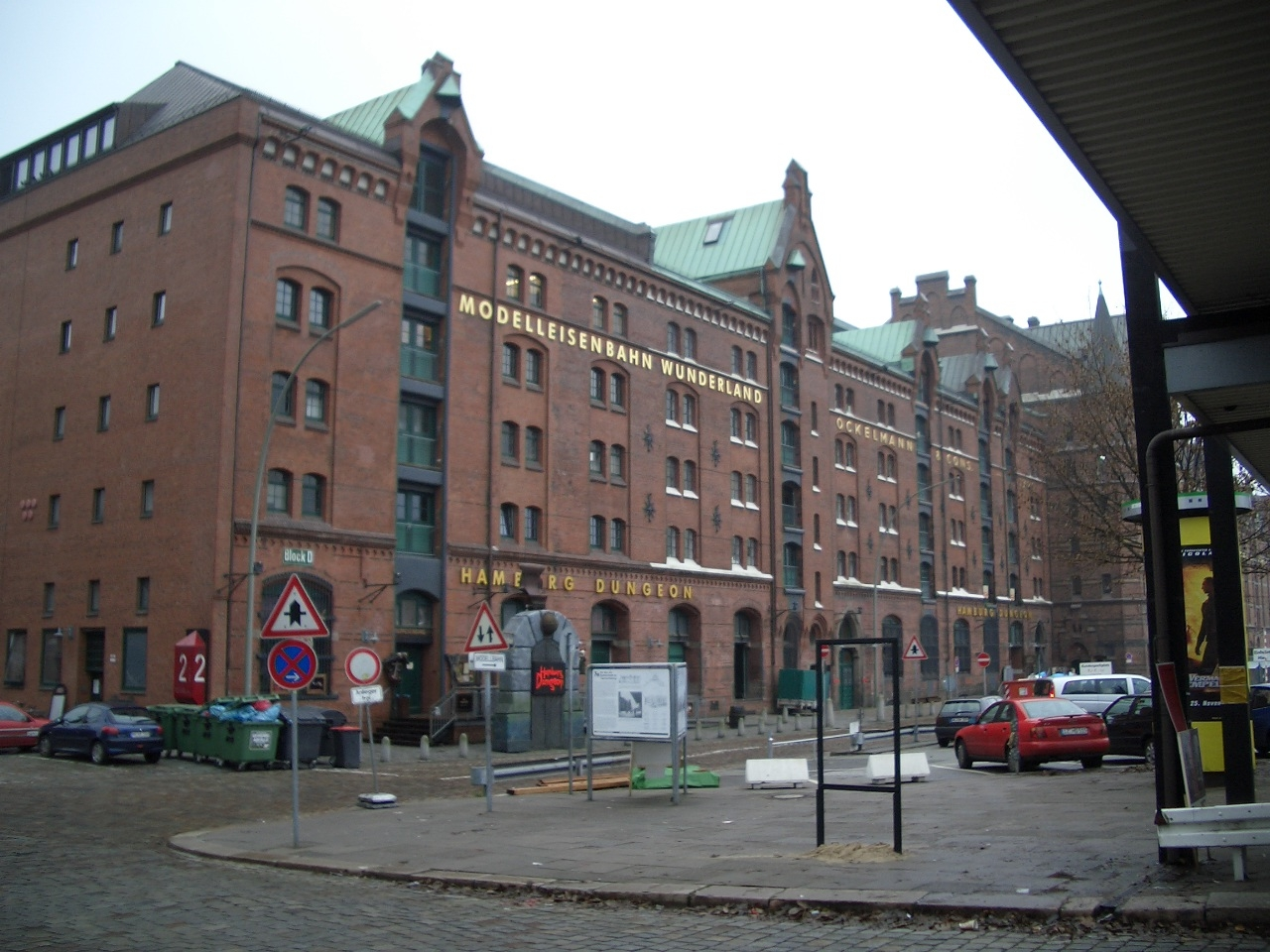
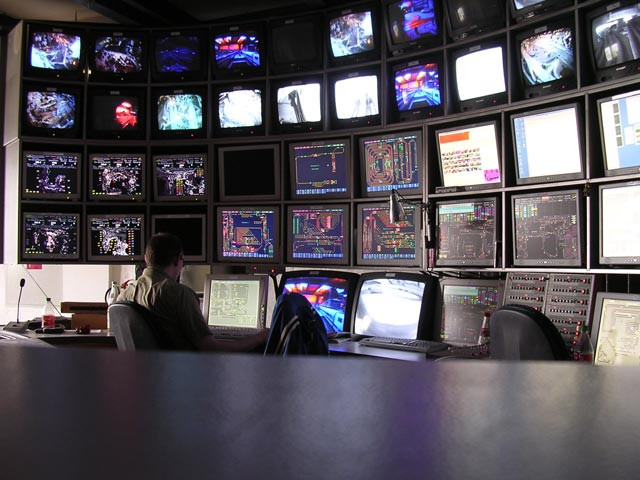